# جوزف فورشا (ورزشکار)
جوزف فورشا (انگلیسی: Joseph Forshaw; ۱۳ مهٔ ۱۸۸۱ – ۲۶ نوامبر ۱۹۶۴) ورزشکار دو و میدانی، و دونده ماراتن اهل ایالات متحده آمریکا بود.